# Catch a Wave
Catch a Wave é um filme japonês de drama romântico lançado em 29 de Abril de 2006. Dirigido por Nobuyuki Takahashi, o filme tem em seu elenco Haruma Miura, Rosa Katô e Ryo Kimura.
Foi o primeiro filme japonês com a temática do surfe. Por conta disso, ele foi apoiado pela Japan Pro Surfer Association (JPSA). As filmagens foram realizadas na "Yokosuka Naval Base", no Japão.

## Sinopse
| “ | Taiyo Sasaki (Haruma Miura), um menino de 16 anos de idade e seus dois melhores amigos, Kosuke Taguchi (Gaku Hamada) e Seito Kobayashi (Ryo Kimura), decidem passar o verão completamente livres de seus pais, na casa de férias de Taguchi em Shonan, uma cidade litorânea a algumas horas de distância de Tóquio. Quando chegam, ficam impressionados com a vasta extensão do oceano e também fascinados pelos surfistas que pegam as ondas. Quando os meninos chegam na casa, Taguchi percebe que ele deixou cair a chave da casa na praia. Em pânico, os três voltam para a praia procurando por ela, mas acabam adormecendo na praia, exaustos. Na manhã seguinte, Taiyo e seus amigos são despertados por um estranho de meia-idade que está completamente nu, Duke Kawahara (Naoto Takenaka). Duke oferece aos meninos que fiquem em sua casa se ajudarem a limpar e dirigir sua loja de surf. Taiyo propõe que eles só ajudariam se Duke ensinasse os meninos a surfar. Duke concorda. Nesse meio tempo, Taiyo conhece uma linda surfista local, Julia (Rosa Kato), enquanto cuida da loja de Duke. A excitação e a emoção do surf e a amargura do primeiro amor... O verão de Taiyo e seus amigos está apenas começando !! | ” |

## Ficha Técnica
- Direção - Nobuyuki Takahashi
- Enredo e Roteiro Originais - Kazuma Toyota
- Música tema "Catch the Wave" por Def Tech
- Música composta por Depapepe
- Produção - Toshio Toyota & Hideki Inada

### Elenco
| Ator/Atriz      | Personagem      |
| --------------- | --------------- |
| Haruma Miura    | Taiyo Sasaki    |
| Rosa Kato       | Julia           |
| Ryo Kimura      | Seito Kobayashi |
| Gaku Hamada     | Kosuke Taguchi  |
| Minami Kawase   | Minami Kawase   |
| Ikue Masudo     | Takako          |
| Rikiya Mifune   | Nick            |
| Yuki Nishimiya  | Surfista        |
| Kenji Sakaguchi | Mark            |
| Naoto Takenaka  | Duke Kawahara   |
| Maho Toyota     | Mãe da Julia    |

## Críticas
| Críticas profissionais | Críticas profissionais |
| Avaliações da crítica  | Avaliações da crítica  |
| Fonte                  | Avaliação              |
| ---------------------- | ---------------------- |
| IMDB                   | (5.9/10)               |
| MovieBuck              | [ 4 ]                  |
| Allocine.fr/           | [ 5 ]                  |

## Trilha Sonora Original
A trilha-sonora oficial foi composta pelo duo de violonistas japonês Depapepe.
01. Catch the Wave のテーム - Def Tech
	
02. SUNSHINE SURF !! (CW Version) - Depapepe

03. がくしてワン・ツー  - Depapepe
	
04. 青香BOY  - Depapepe

05. バタフライ  - Depapepe 

06. Dreams  - Depapepe

07. 散歩歩  - Depapepe

08. 散歩道  - Depapepe

09. 二人だけの秒密  - Depapepe

10. ラハイナ (CW Version)  - Depapepe

11. ひと夏の恋 - Depapepe

12. Surf Battle - Depapepe
	
13. Take Off - Depapepe